# Black Mingo Baptist Church
Die Black Mingo Baptist Church (auch Black Mingo Church oder Old Belins Baptist Church genannt)  war eine baptistische Kirche in der Nähe der Wüstung Black Mingo im Williamsburg County in South Carolina. Sie war im National Register of Historic Places (NRHP) eingetragen, bis sie niederbrannte.

Innenansicht, Blick von der Sklavengalerie zur Kanzel, 1981

Cleland Belin, ein reicher Kaufmann, ließ sie um 1843 in der Nähe seines Anwesens bauen. Das Gebäude war ein zweigeschossiger rechteckiger Bau im Greek-Revival-Stil. Es stand auf gemauerten Ziegelpfeilern, hatte runde Fenster- und Türstürze, vier Eckpilaster und einen umschlossenen Dreiecksgiebel sowie eine auf schlanken Säulen gelagerte Empore für Sklaven. Um die Kirche herum liegt der Friedhof, auf dem neben Belin auch andere Gemeindemitglieder beigesetzt wurden.
Nach einem Brand wurde das Gebäude am 15. März 2000 aus dem NRHP gestrichen.